# The Age of Innocence
The Age of Innocence é um romance de 1920 da escritora americana Edith Wharton, vencedor do Prêmio Pulitzer de 1921. A história se passa em meio à alta sociedade da Nova Iorque da década de 1870.
A obra foi publicado duas vezes, em 1920; primeiro dividido em quatro partes, entre julho e outubro, na revista Pictorial Review, e posteriormente, pela D. Appleton and Company, como um livro, em Nova York e Londres. Recebeu boas críticas; o Times Book Review o considerou "um brilhante panorama de Nova York há 45 anos atrás. O romance tem sido muito procurado nas bibliotecas públicas, e é um best-seller nas livrarias".